# Semenivka
Semenivka (em ucraniano:   Семенівка; em russo:   Семёновка) é uma cidade da Ucrânia, situada no Oblast de Tchernihiv. Tem 19,9 km² de área e sua população em 2020 foi estimada em 8.052 habitantes.